# Центральная усадьба совхоза имени Калинина
Центра́льная уса́дьба совхо́за и́мени Кали́нина — посёлок Каменского района Пензенской области России, входит в состав Каменского сельсовета.

## География
Полёлок расположен в 7 км на юго-восток от райцентра города Каменки.

## История
Основан между 1926 и 1930 годами как центральная усадьба совхоза имени Михаила Ивановича Калинина на землях объединения совхозов «Союзсахар». В 1939 году – в составе Надеждинского сельсовета Каменского района Пензенской области. В 1980-е годы  — центр Калининского сельсовета. 22 декабря 2010 года Калининский сельсовет был упразднён, село вошло в состав Каменского сельсовета.

## Население
| 1930 | 1939 | 1959 | 1979 | 1989 | 1996 | 2002 |
| ---- | ---- | ---- | ---- | ---- | ---- | ---- |
| 82   | ↗470 | ↗859 | ↗869 | ↘734 | ↘686 | ↘603 |
| 2010 |      |      |      |      |      |      |
| ↘591 |      |      |      |      |      |      |

## Инфраструктура
В посёлке имеются дом культуры, фельдшерско-акушерский пункт, отделение почтовой связи. До 2011 года действовала средняя общеобразовательная школа.